# Empress Hotel

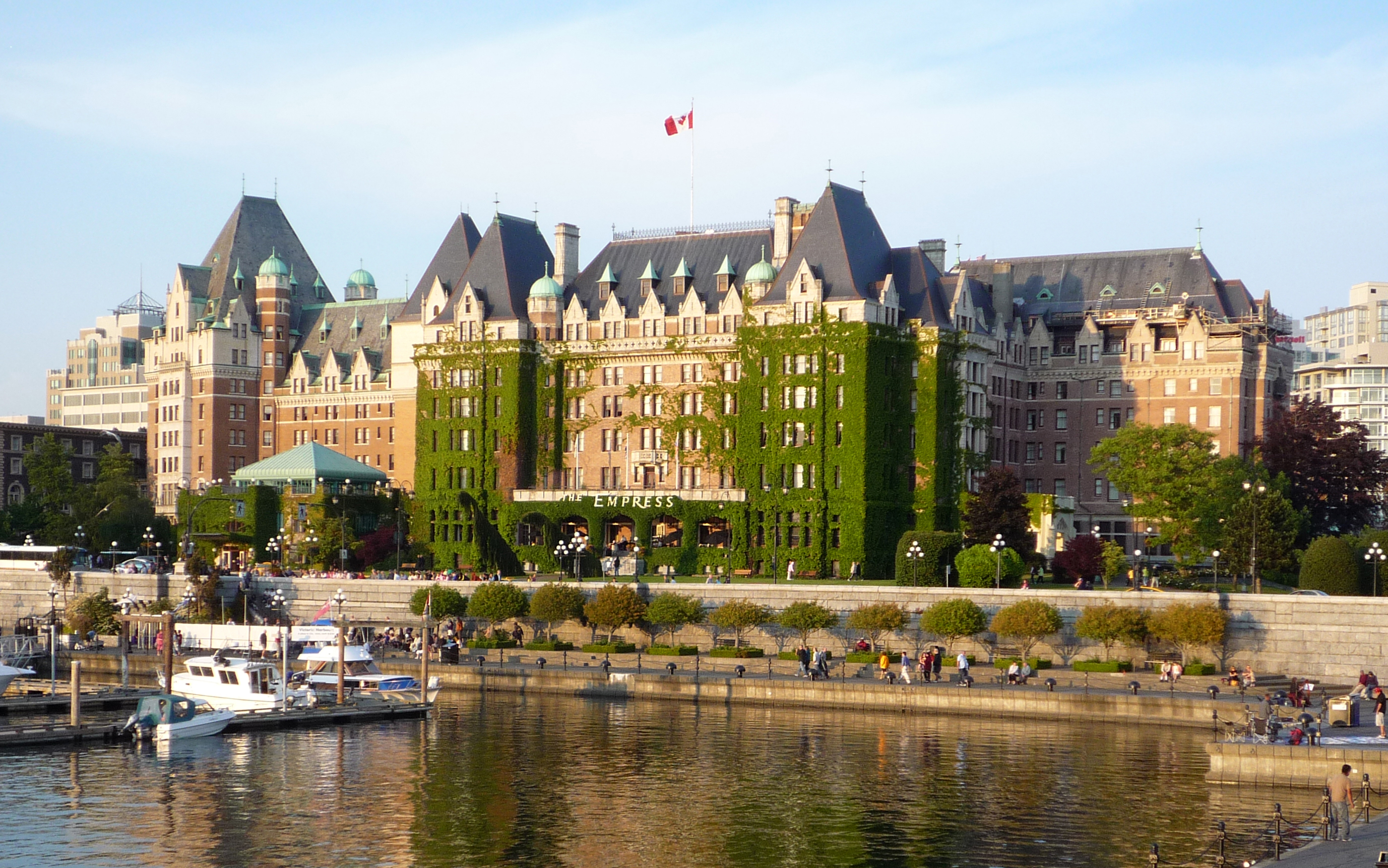
The Fairmont Empress Hotel

O The Fairmont Empress Hotel (Hotel Fairmont Imperatriz, em português, mais conhecido por The Empress ou O Imperatriz) é um dos mais famosos e antigos hóteis de Victoria, Colúmbia Britânica, Canadá. Localizado na Government Street, em frente ao porto, tornou-se um ícone da cidade. Abriu em 1908.
O Hotel tem 477 quartos, a maior parte deles com vista para o porto ou para os jardins do pátio do Hotel. Tem 4 restaurantes incluindo o The Bengal Lounge, decorado em estilo vitoriano-indiano colonial (quando Vitória era a Imperatriz das Índias) ou o Kipling's, chamado assim devido a um cliente frequente: Rudyard Kipling. Em 2005 o Kipling's foi fechado por ordem do hotel.
Uma grande restauração ocorreu em 1989, custando 45 milhões de dólares. O Centro de Conferências de Victoria foi adicionado ao hotel, e incorporava a histórica Crystal Ballroom (a sala de dança do hotel). O hotel tem um ginásio, jacuzzi e uma piscina interior.

## Galeria

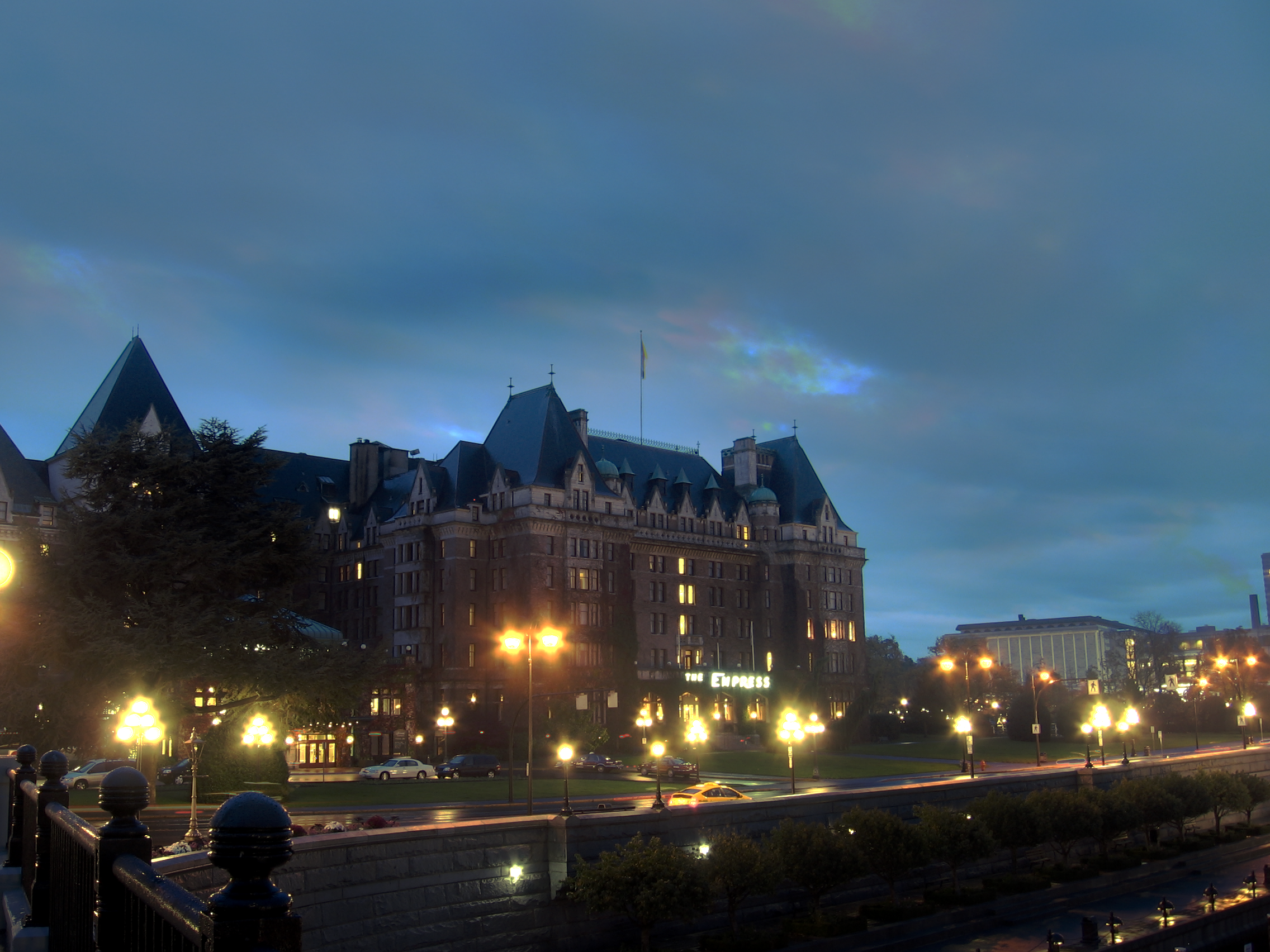
O Imperatriz à noite